# 肋合萌属
肋合萌属（学名：Fiebrigiella），也称萌花生属，是豆科的一属。

## 下属物种
本属包括以下物种：
- Fiebrigiella gracilis Harms